# سوخوورشیتسه
سوخوورشیتسه (به چکی: Suchovršice) یک منطقهٔ مسکونی در جمهوری چک است که در منطقه تروتنوف واقع شده‌است.